# I-35W密西西比河大桥

橋樑崩塌瞬間

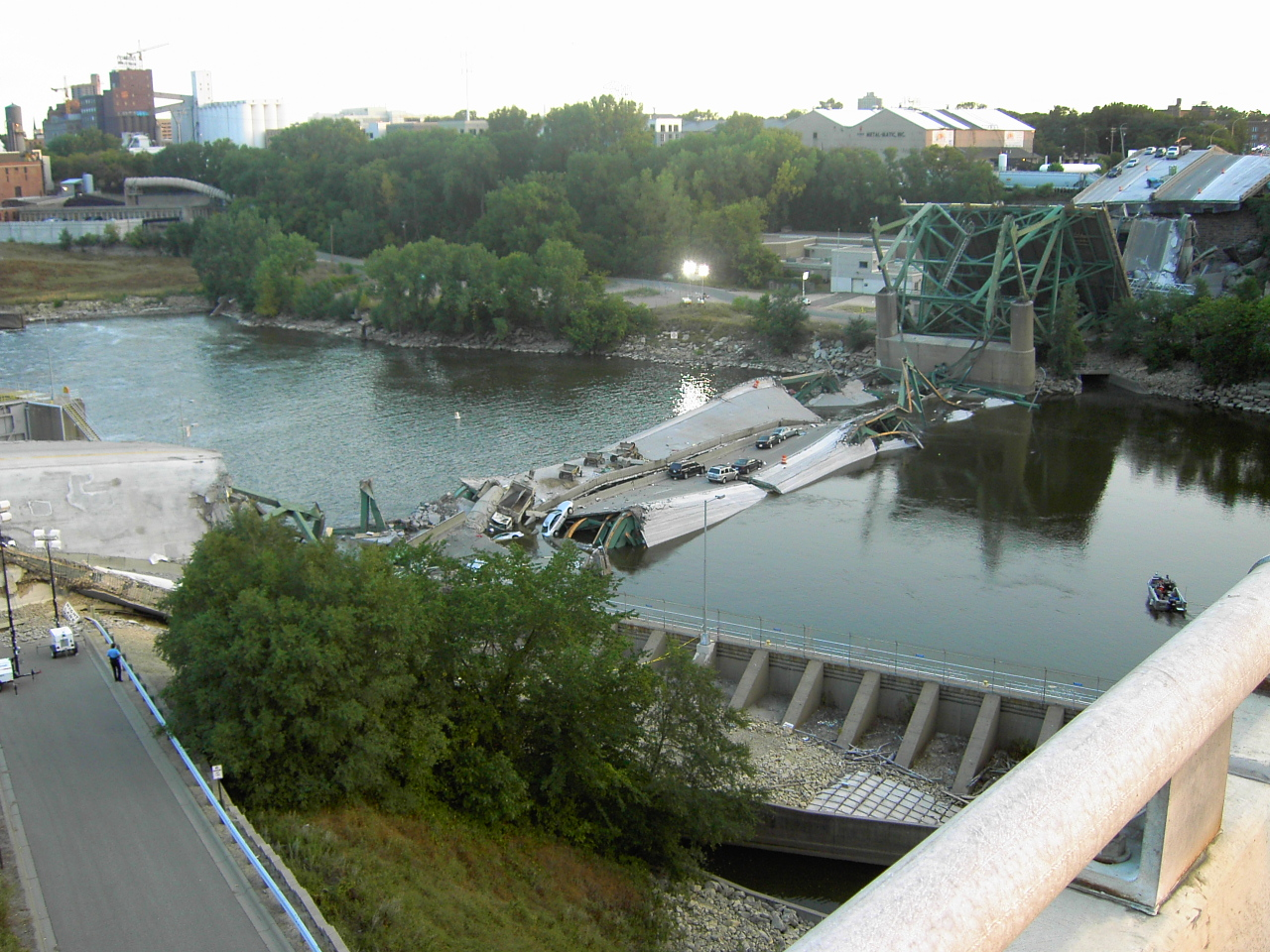
斷橋

35号州际公路西線密西西比河大桥（I-35W Mississippi River bridge），是美国明尼苏达州明尼阿波利斯境内密西西比河上的一座高速公路桥，该桥位于明尼阿波利斯圣保罗都会区亨内平县 。該橋為35号州际公路西線（I-35W）的一部份，连接了明尼阿波利斯市中心东区和玛尔斯-霍尔姆斯。
这座桥梁是由明尼苏达州运输部于1967年建成的。当地时间（北美中部時區）2007年8月1日下午6:05，正值交通高峰时段，该桥突然坍塌。事故造成13人死亡，145人受伤。据估计事故发生时桥上约有100辆机动车辆。该事故是美國自1983年以來最嚴重的非天災或外力因素所造成的橋樑崩塌事件。

## 桥梁概况
I-35W密西西比河大桥西北连接明尼苏达大学东校园，南边连接Minneapolis石油公司（处于胡伯特·哈姆佛里圓頂體育場的东北）。

## 歷史
1990年，美國聯邦政府以I-35W密西西比河大橋支座有嚴重腐蝕，將該橋評為有「結構缺失」（structurally deficient）。結構缺失並非意味橋樑有立即性的危險，而是應該進行定期檢查及修繕工作，當時全美總共有超過七萬座橋樑被評為此一等級。2001年，明尼蘇達大學土木系的一份報告指出I-35W大橋縱樑已扭曲變形，還發現該橋桁架疲勞的證據；該報告同時指出：一旦桁架承受不了龐大車流，I-35W大橋恐將崩塌。

## 崩塌
美國中部標準時間2007年8月1日下午6:01，正值交通尖峰時間，當橋上車流受限於車道管制而緩慢前進之時，橋樑南端突然開始崩塌，中段及南段橋面緊接著崩落河面及河岸，幾秒鐘之後北段橋面亦隨之崩落，超過60輛以上的車輛及其駕駛、乘客以及數名結構技師隨著崩塌的橋面跌落河中或河岸。一架位於橋樑南邊的停車場的監視攝影機拍下橋樑崩塌瞬間的連續畫面。

## 重建
由於I-35W的交通流量大，因此橋樑重建成為當務之急。明尼蘇達運輸局於2007年9月19日宣佈由弗萊特艾龍（Flatiron Constructors）與曼森（Manson Construction Co.）兩家公司以2.34億美元的費用包辦设计－建造的方式開始重建橋樑，新橋採箱樑設計，名為「I-35W聖安東尼瀑布橋」（I-35W Saint Anthony Falls Bridge）於2008年9月18日竣工通車。

## 事故纪念碑
纪念该事件的纪念碑和纪念公园（页面存档备份，存于）

## 各國之反應

### 日本
- 國土交通省非常重視美國當局正在進行的調查。他們制訂計劃檢視日本全國各縣市町村的一千五百多座橋樑。